# Nobody's Home
"Nobody's Home" är en låt framförd av den kanadensiska sångerskan Avril Lavigne, utgiven som singel från hennes andra album Under My Skin den 4 november 2004. Låten skrevs av Lavigne och Ben Moody, tidigare gitarrist i Evanescence. Det är en rockballad med spår av postgrunge.
Musikvideon regisserades av Diane Martel.

## Låtlista
1. "Nobody's Home" (Avril Lavigne, Ben Moody) – 3:31
2. "Nobody's Home" (live acoustic version) – 3:38
3. "Knockin' on Heaven's Door" (Bob Dylan) – 2:50
4. "I Always Get What I Want" (Lavigne, Clif Magness) – 2:31